# سید جعفر مهرداد
سید جعفر مهرداد (۱۳۱۰-۱۴۰۱) در گیلان، دبیر فیزیک، پژوهشگر تاریخ و شاعر اهل ایران است.
وی اصالتاً صومعه‌سرایی است. تحصیلات ابتدایی و متوسطه و مقدمات علوم قدیم را در رشت گذراند. از سال ۱۳۲۸ با انتشار مقالاتی دربارهٔ مسائل فرهنگی و اجتماعی گیلان با مطبوعات همکاری داشت. در خرداد ۱۳۳۴ از دانشگاه تهران، لیسانس فیزیک دانشکده علوم و لیسانس آموزش فیزیک دانش‌سرای عالی را دریافت کرد.
در مهر ۱۳۳۴ در وزارت فرهنگ آموزش و پرورش استخدام و در ۱۳۶۱ بازنشسته شد.
وی از شهریور ۱۳۷۷ به عضویت شاخه تخصصی فیزیک گروه استانداردسازی واژه‌های کتاب‌های درسی فرهنگستان زبان و ادب فارسی (گروه واژه‌گزینی تخصصی فیزیک شاخه کتاب‌های درسی) منصوب شد.
او همچنین از مؤلفین کتاب‌های درسی مکانیک دبیرستان و از اعضای شورای برنامه‌ریزی و کارشناسی (هیئت تحریریه) رشد آموزش فیزیک ایران است.
سید جعفر مهرداد از پژوهشگران تاریخ و ادبیات گیلان است و مقالات متعددی در مجلات تخصصی گیلان در خصوص نهضت جنگل و میرزا کوچک خان و همچنین ادبیات گیلان به چاپ رسانده‌است. وی سراینده ترانه چندین تصنیف رایج گیلکی مانند گل پامچال (ترانه)، «نوکون ناز» و «گیلان تره قوربان» است.

## کتاب‌ها
1. مدخلی بر بازشناسی نهضت جنگل[۵][۶]
2. بلشویک‌ها در گیلان سقوط حکومت کوچک خان (ترجمه)[۷]
3. درآمدی تحلیلی - تاریخی بر شخصیت، آراء و اندیشه‌های میرزاکوچک خان جنگلی[۸]
4. مکانیک سال چهارم ریاضی فیزیک